# 米尔蒂安地区迈
米尔蒂安地区迈（法語：May-en-Multien，法語發音：[mɛ ɑ̃ myltjɛ̃] ⓘ），或纯音译作迈昂米尔蒂安，是法国法蘭西島大區塞纳-马恩省的一个市镇，属于莫城区。 

## 地理
米尔蒂安地区迈（49°4'18"N, 3°1'17"E）面积19.15 平方千米，位于法国法蘭西島大區塞纳-马恩省，该省份为法国北部内陆省份，北起瓦兹省，西接埃松省、马恩河谷省、塞纳-圣但尼省和瓦兹河谷省，南至卢瓦雷省，东南接约讷省，东临马恩省和奥布省，东北接埃纳省。
与米尔蒂安地区迈接壤的市镇（或旧市镇、城区）包括：米尔蒂安地区鲁夫尔、奥凯尔、勒普莱西普拉西、米尔蒂安地区罗苏瓦、瓦兰夫鲁瓦、烏爾克河畔克魯伊、乌尔克河畔利济。

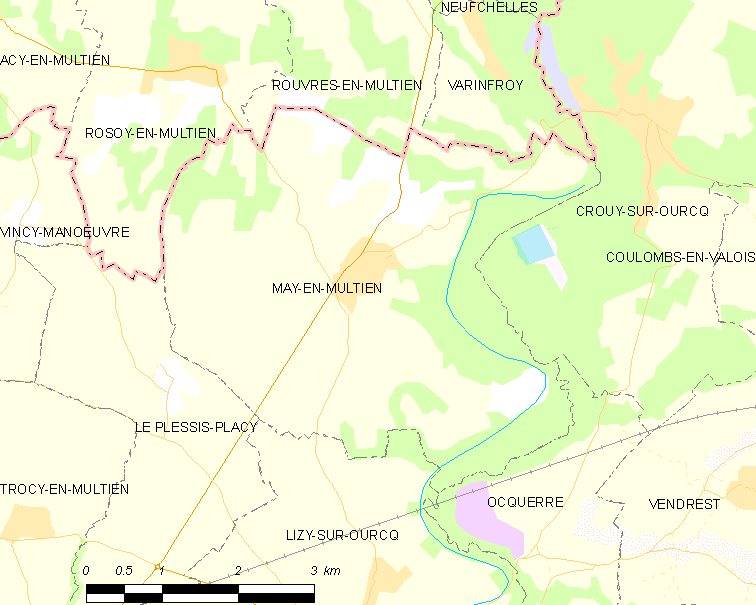
米尔蒂安地区迈的OSM定位图

米尔蒂安地区迈的时区为UTC+01:00、UTC+02:00（夏令时）。

## 行政
米尔蒂安地区迈的邮政编码为77145，INSEE市镇编码为77283。

## 政治
米尔蒂安地区迈所属的省级选区为拉费泰苏茹阿尔县。

## 人口

1962-2008年间米尔蒂安地区迈人口变化图示

米尔蒂安地区迈于2022年1月1日时的人口数量为884人。